# Medal „Pro Christi Regno”
Medal „Pro Christi Regno” – nagroda przyznawana przez metropolitę katowickiego, ustanowiona w 2015 roku.

## Historia
Medal „Pro Christi Regno” (pol. Dla Królestwa Chrystusowego) ustanowiony został przez abpa Wiktora Skworca w 2015 roku, z okazji 90. rocznicy utworzenia diecezji katowickiej. Nadawany jest „za aktywny udział w życiu religijnym, duszpasterskim, katechetycznym i kulturalnym, ze szczególnym uwzględnieniem działalności charytatywnej”. Przyznawany jest osobom o nienagannym życiu religijnym i moralnym za całokształt dorobku lub instytucjom. Typującymi do otrzymania nagrody są proboszczowie parafii. Metropolita może też uhonorować osobę z własnej inicjatywy. Na medalu widnieje przedstawienie rzeźby Chrystusa Króla z prezbiterium katowickiej archikatedry (autorstwa Jerzego Kwiatkowskiego), na rewersie herb biskupi metropolity.

## Lista nagrodzonych
| Rok  | Nagrodzeni | Źródło                                          |
| ---- | --- | ----------------------------------------------- |
| 2015 | Polskie Radio Katowice, Antonina Waluś, Jan Rak, Kazimierz Brzóska, Czesław Burek, Bronisława Piechaczek, szopkarze z Bierunia, Bogumiła Warząchowska | [ 2 ] [ 3 ] [ 4 ] [ 5 ] [ 6 ] [ 7 ] [ 8 ] [ 9 ] |
| 2016 | Archidiecezjalny Dom Hospicyjny św. Jana Pawła II w Katowicach, Zespół Viola, Extral Sp. z o.o., Daniela Mizera, Karol Lex, Alojzy Suponik            | [ 10 ] [ 11 ] [ 12 ] [ 13 ] [ 14 ]              |
| 2017 | Andrzej Dawidowski, Danuta Sobczyk, prof. dr. Andrzej Ślebarski, dr Antoni Winiarski, Anna i Mieczysław Hatal, Kazimiera Winkler                      | [ 15 ] [ 16 ] [ 17 ] [ 18 ]                     |
| 2018 | dr Elżbieta Sujak, Henryk Cogiel | [ 19 ] [ 20 ]                                   |
| 2019 | dr Andrzej Grajewski, Paweł Jałowiczor | [ 21 ] [ 22 ]                                   |
| 2020 | Dorota i Adam Kolonko, Anna i Wojciech Wałach, Aneta i Maciej Sikora, Alfred Frelich, Maksymilian Gajdzik, Genowefa Kużaj                             | [ 23 ] [ 24 ] [ 25 ] [ 26 ] [ 27 ] [ 28 ]       |
| 2023 | Dorota i Jan Anderka | [ 29 ]                                          |